# Metula
Metula (hebr. מְטֻלָּה) je mestece v severnem upravnem območju Izraela. Leži v bližini meje z Libanonom, in sicer ga zamejujejo tri nekdanja, svetopisemska mesta Dan, Abel Bet Maacah in Ljon.